# Lepidodactylus woodfordi
Lepidodactylus woodfordi — вид геконоподібних ящірок родини геконових (Gekkonidae). Мешкає у Папуа Новій Гвінеї та на Соломонових Островах. Вид названий на честь британського натураліста Чарлза Морріса Вудфорда.

## Поширення і екологія
Lepidodactylus woodfordi мешкають на Соломонових островах, зокрема на Бугенвілі. Вони живуть у вологих тропічних лісах, ведуть деревний спосіб життя. Відкладають яйця.